# Dia Internacional da Energia Limpa
O Dia Internacional da Energia Limpa é um dia comemorativo celebrado anualmente em 26 de janeiro desde 2024, instituído pela Assembleia Geral das Nações Unidas em 25 de agosto de 2023.

## Proclamação
A Assembleia Geral das Nações Unidas proclamou o Dia Internacional da Energia Limpa, com foco na importância do acesso à energia sustentável e moderna. A proclamação se baseia em uma série de resoluções anteriores, de 1998 a 2022, e enquadrada pelo objetivo de erradicar a pobreza e promover o desenvolvimento sustentável em suas dimensões econômica, social e ambiental, conforme estabelecido na Agenda 2030 para o Desenvolvimento Sustentável e nos Objetivos de Desenvolvimento Sustentável.

## Celebração
O dia 26 de janeiro, que coincide com a data de fundação da Agência Internacional para as Energias Renováveis (IRENA), foi escolhido como o Dia Internacional da Energia Limpa. Essa escolha destaca o papel fundamental da IRENA na promoção da energia limpa em todo o mundo. O dia não só promove o uso de energias renováveis, como a solar, a eólica e a hidrelétrica, mas também enfatiza a necessidade de uma abordagem sustentável para o uso da energia, considerando a eficiência, o impacto ambiental e a equidade no acesso e na distribuição da energia. Os Estados-membros, as organizações do sistema da ONU, a sociedade civil e o setor privado participam ativamente da comemoração desse dia, visando incentivar iniciativas que promovam a energia limpa e sustentável. A primeira comemoração ocorreu em 25 de agosto de 2023.